# Nagaina diademata
Nagaina diademata là một loài nhện trong họ Salticidae.
Loài này thuộc chi Nagaina. Nagaina diademata được Eugène Simon miêu tả năm 1902.